# Allium calamarophilon
Allium calamarophilon — вид рослин з родини амарилісових (Amaryllidaceae); ендемік Греції.

## Опис
З підземної цибулини виходить гладке нерозгалужене стебло завдовжки 9–13 см. Один–три листки обернуті навколо нижньої третини або чверті стебла і більш-менш дорівнює довжині стеблу і шириною 1–1.5 мм, злегка жолобчасті. Квітки від білого до рожевого кольору і утворюють пучки зазвичай п'ять–вісім квіток у верхній частині стебла на більш-менш рівних квітконіжках. Кожна квітка має п'ять-шість листочків, які з'єднуються біля основи. Вид цвіте в липні, а період плодоношення припадає на серпень.

## Поширення
Ендемік Греції — о. Евбея.

## Загрози й охорона
Великою потенційною загрозою для цього виду є нещодавній план будівництва під'їзної дороги біля морського берега. Це ілюструє велике значення проведення оцінок впливу на навколишнє середовище перед будівництвом доріг або внесенням інших змін у навколишнє середовище, оскільки будівництво доріг може знищити останнє місце проживання, що залишилося в цього виду.
Вид не захищений.